# 埃策爾山
47°10′40″N 8°46′03″E / 47.17778°N 8.76750°E

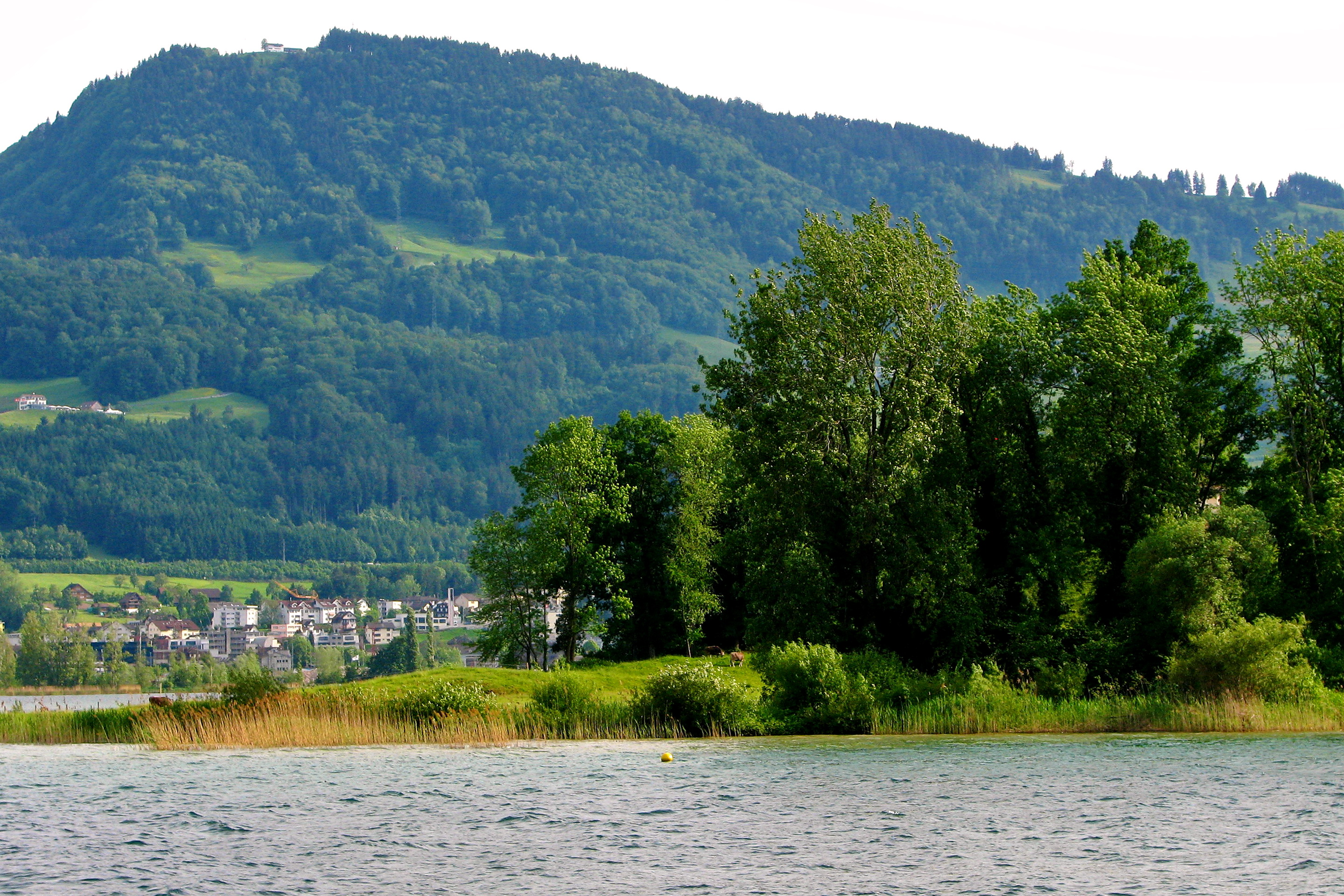

埃策爾山（Etzel-fjellet），是瑞士的山峰，位於該國中部，由施維茨州負責管轄，屬於施維茨阿爾卑斯山脈的一部分，處於蘇黎世湖南岸，海拔高度1,098米。